# Alcaine
Alcaine es una localidad y municipio de la provincia de Teruel en la comunidad de Aragón, España.

## Toponimia
El término "Alcaine" se deriva del árabe erq ayu, 'sitio donde nace un manantial'. Aparece en un documento del siglo XIII como Arcaine.
Otra posible interpretación la ofrece Robert Pocklington para otro Alcaine, en Murcia: "si se examinan los emplazamientos del topónimo murciano y de otros dos de la provincia de Almería, se nota que los tres son parajes situados junto a una rambla en el punto donde ésta abandona una zona de monte o sierra, los cuales se encuentran parcialmente encerrados por los montes en cuestión. Por ello piensa que puede tratarse del árabe ar-rukayn o ar-rukayna «el rinconcillo»". Alcaine también era citado anteriormente como Arcaine, y comparte el tipo de emplazamiento con los otros Alcaines del Sudeste.

## Geografía
El municipio se encuentra situado «á la orilla izq. del río Martín sobre un elevado peñasco dominado por otro de mayor altura» denominado la Pica, en plena sierra de los Moros y junto al embalse de Cueva Foradada.
Existen dos arroyos, afluentes del mencionado Martín, denominados barranco de Estercuel y barranco de Ocino que dividen la vega.

## Historia
De su antigüedad dan fe las 56 figuras rupestres, dibujadas en tonos rojos y negros, que se encuentran en la Cueva de Marco. Destaca un grupo formado por una figura humana y un rebaño de cabras que lo rodea. 
Existen datos de su existencia anterior a la época romana. En el cabezo de la Ermita se encuentran los restos de un poblado ibérico en el que pueden observarse sus murallas y los muros de las casas. Hay quienes piensan que aquí se encontraba la antigua ciudad prerromana de Lir.
Según la tradición, en esta villa permaneció el rey Jaime. También se cuenta que la cima de la Pica era un lugar sagrado que servía de refugio a los criminales donde adquirían inmunidad.
A mediados del siglo XIX tenía 200 casas. Sus habitantes se dedicaban fundamentalmente a la agricultura y a la cría de ganado lanar y cabrío, reduciéndose la industria a un tinte de paños negros, dos batanes y dos molinos de harina.

## Demografía
Alcaine cuenta con una población de 39 habitantes (INE 2024).
| Gráfica de evolución demográfica de Alcaine entre 1842 y 2021                                                       |
| |
| Población de derecho según los censos de población del INE Población de hecho según los censos de población del INE |

## Administración y política
| Período   | Alcalde                   | Partido |  |
| --------- | ------------------------- | ------- |  |
| 1979-1983 | Francisco Muniesa Burillo | UCD     |  |
| 1983-1987 |                           |         |  |
| 1987-1991 |                           |         |  |
| 1991-1995 |                           |         |  |
| 1995-1999 |                           |         |  |
| 1999-2003 |                           |         |  |
| 2003-2007 | Cipriano Gil Gil          | PSOE    |  |
| 2007-2011 | Cipriano Gil Gil          | PSOE    |  |
| 2011-2015 | Cipriano Gil Gil          | PSOE    |  |
| 2015-2017 | Gustavo Royo Girón        | PAR     |  |
| 2017-2019 | Juan Ignacio Val Lacosta  | PSOE    |  |
| 2019-2023 | Juan Ignacio Val Lacosta  | PSOE    |  |
| 2023-act. | Carlos Pardo Satorres     | TE      |  |

| Partido político    | Partido político                                   | 2003   | 2007   | 2011   | 2015   | 2019   | 2023   |
| Partido político    | Partido político                                   | Ediles | Ediles | Ediles | Ediles | Ediles | Ediles |
|                     | Partido Aragonés (PAR)                             | —      | —      | —      | 2      | —      | —      |
|                     | Partido de los Socialistas de Aragón (PSOE-Aragón) | 1      | 1      | 3      | 1      | 2      | 1      |
|                     | Izquierda Unida (IU)                               | —      | —      | —      | —      | —      | —      |
|                     | Partido Popular de Aragón (PP)                     | —      | —      | —      | —      | 1      | —      |
|                     | Teruel Existe (TE)                                 | —      | —      | —      | —      | —      | 2      |
| Total de concejales | Total de concejales                                | 1      | 1      | 3      | 3      | 3      | 3      |

## Monumentos
- Castillo de Arcayne: edificado en el siglo XI por los musulmanes.
- Iglesia parroquial de Santa María la Mayor: construida en 1773, con una sola nave, 9 altares y torre elevada de ladrillo.

## Fiestas
- 28 de agosto